# Liparis formosana
Liparis formosana är en orkidéart som beskrevs av Heinrich Gustav Reichenbach. Liparis formosana ingår i släktet gulyxnen, och familjen orkidéer. Inga underarter finns listade i Catalogue of Life.

## Bildgalleri

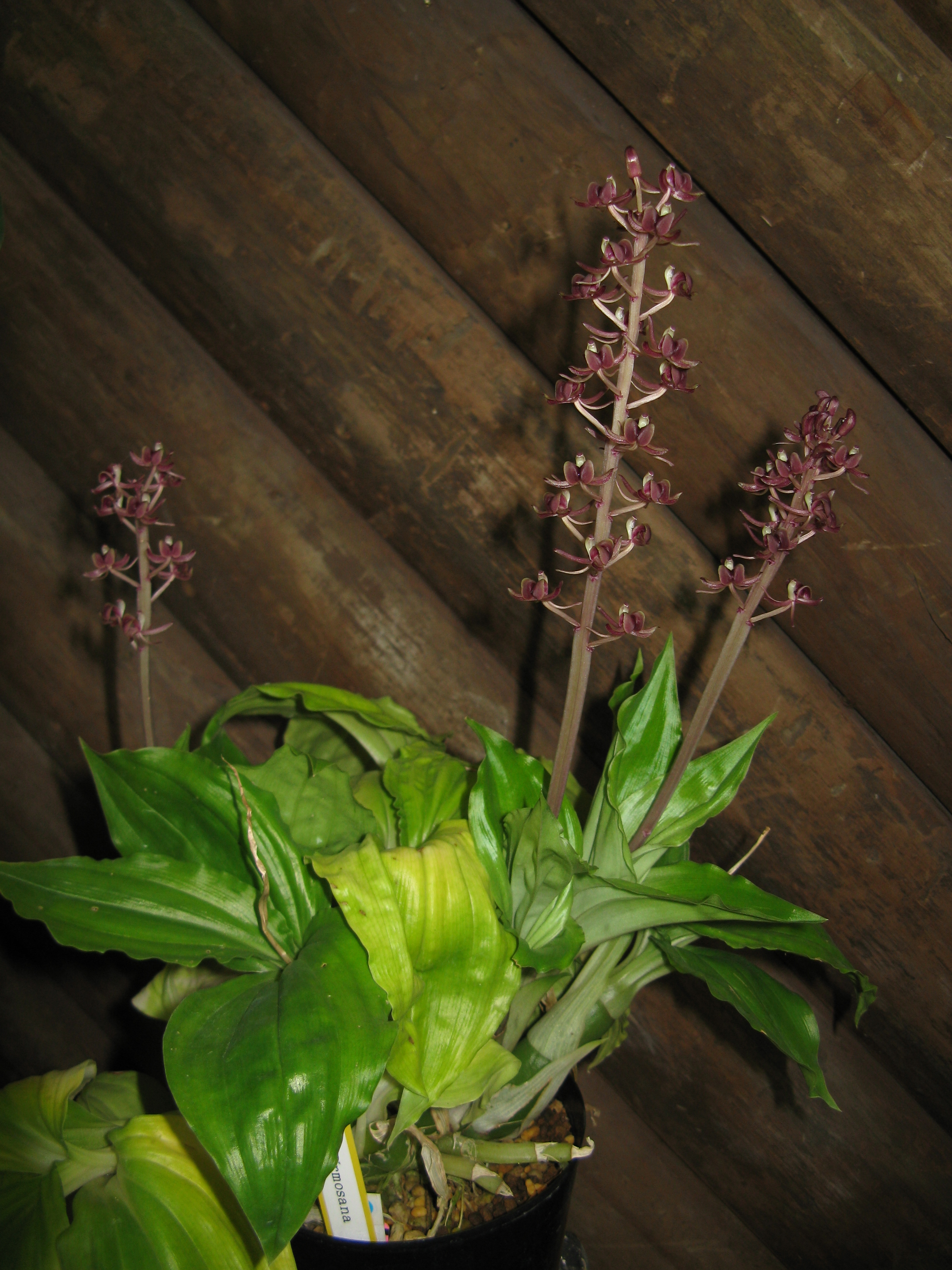